# Som kirguís
El som (en kirguís сом) es la moneda de curso legal en Kirguistán. Su código ISO 4217 es KGS. El som se divide en 100 tyiyn (en kirguís тыйын). El som se introdujo por primera vez el 10 de mayo de 1993, sustituyendo al rublo soviético con una tasa de cambio de 1 KGS = 200 SUR.

## Etimología
En la Unión Soviética, los hablantes de las lenguas kazaja, kirguisa y uzbeka llamaban al rublo som, nombre que aparecía impreso en el reverso de los billetes junto a las otras 15 lenguas oficiales del Estado. La palabra som (a veces transcrita como "sum" o "soum") significa "pureza" (refiriéndose al "oro puro") en kazajo, kirguís, uzbeko y uigur, así como otras lenguas de la familia túrquica. 

## Monedas
Las primeras monedas emitidas se acuñaron en 1995 en metales preciosos, y estaban destinadas al coleccionismo. No es hasta 2008 cuando se acuñan monedas específicas para la circulación. Las monedas se acuñan en la ceca de Öskemen, en la vecina República de Kazajistán.
Las características de las monedas se detallan a continuación:
| Imagen | Denominación | Emisión | Metal                      | Canto    | Anverso                                                  | Reverso  |
| ------ | ------------ | ------- | -------------------------- | -------- | -------------------------------------------------------- | -------- |
|        | 1 Tyiyn      | 2008    | Latón depositado en Acero  | Estriado | Escudo de armas - КЫРГЫЗ РЕСПУБЛИКАСЫ - año de acuñación | 1 ТЫЙЫН  |
|        | 10 Tyiyn     | 2008    | Latón depositado en Acero  | Liso     | Escudo de armas - КЫРГЫЗ РЕСПУБЛИКАСЫ - año de acuñación | 10 ТЫЙЫН |
|        | 50 Tyiyn     | 2008    | Latón depositado en Acero  | Liso     | Escudo de armas - КЫРГЫЗ РЕСПУБЛИКАСЫ - año de acuñación | 50 ТЫЙЫН |
|        | 1 Som        | 2008    | Níquel depositado en Acero | Estriado | Escudo de armas - КЫРГЫЗ РЕСПУБЛИКАСЫ - año de acuñación | 1 СОМ    |
|        | 3 Som        | 2008    | Níquel depositado en Acero | Liso     | Escudo de armas - КЫРГЫЗ РЕСПУБЛИКАСЫ - año de acuñación | 3 СОМ    |
|        | 5 Som        | 2008    | Níquel depositado en Acero | Estriado | Escudo de armas - КЫРГЫЗ РЕСПУБЛИКАСЫ - año de acuñación | 5 СОМ    |
|        | 10 Som       | 2009    | Níquel depositado en Acero | Estriado | Escudo de armas - КЫРГЫЗ РЕСПУБЛИКАСЫ - año de acuñación | 10 СОМ   |

Las monedas de 1 tyiyn no circulan. Sólo se han acuñado con un valor numismático para los coleccionistas.

## Billetes
En 1993 el nuevo gobierno emitió billetes de 1, 10 y 50 tyiyn, y el Banco de Kirguistán emitió billetes de 1, 5 y 20 som. En 1994, el Banco Central emitió una segunda serie de billetes en denominaciones de 1, 5, 10, 20, 50 y 100 som. En 1997, se emitió una nueva serie con las mismas denominaciones de 1994, y añadía los billetes de 200, 500 y 1000 som. El último billete emitido ha sido el de 5.000 som en 2009.